# 超特大ゴーヤ
超特大ゴーヤ（ちょうとくだいゴーヤ）は、日本のプロレスラー、またオリックス・バファローズなどに在籍していた非公認マスコットである。 この名称は楽天在籍時のものであり、オリックスでの正式名称は「1・2・3・4ゴーヤ」、プロレスラーとしては「1234海ゴーヤ」であるなど、参加団体によって名義をマイナーチェンジしている。同じく2011年シーズンより活動する「3・4・5・6・7八カセ」についてもここで述べる。

## 概要
2009年2月20日、東北楽天ゴールデンイーグルスの沖縄・久米島での春季キャンプ開催地の久米島野球場にFC琉球・沖縄プロレス・かりゆし58から連名で贈られた。贈られた当初から動き出し球場を所狭しと大暴れした後、オープン戦の主催試合に伴い北上し、3月23日にクリネックススタジアム宮城（現:楽天Koboスタジアム宮城）に到着。楽天の非公認マスコットとして活動を始める。
2010年シーズンからはオリックス・バファローズにマスコットとして異例の移籍を果たす。理由は3月9日、スカイマークスタジアム（現:ほっともっとフィールド神戸）へ楽天の応援に出向いていたところ、なぜかそこで象に轢かれていたところをオリックスの坂口智隆・赤田将吾両選手に助け出され、恩返しとして勝手にオリックスに寝返った。ちなみに象に轢かれたが、それがきっかけで「象が好きになった」とゴーヤに100の質問で明かしている。

大阪環境八カセ（2012年6月14日）

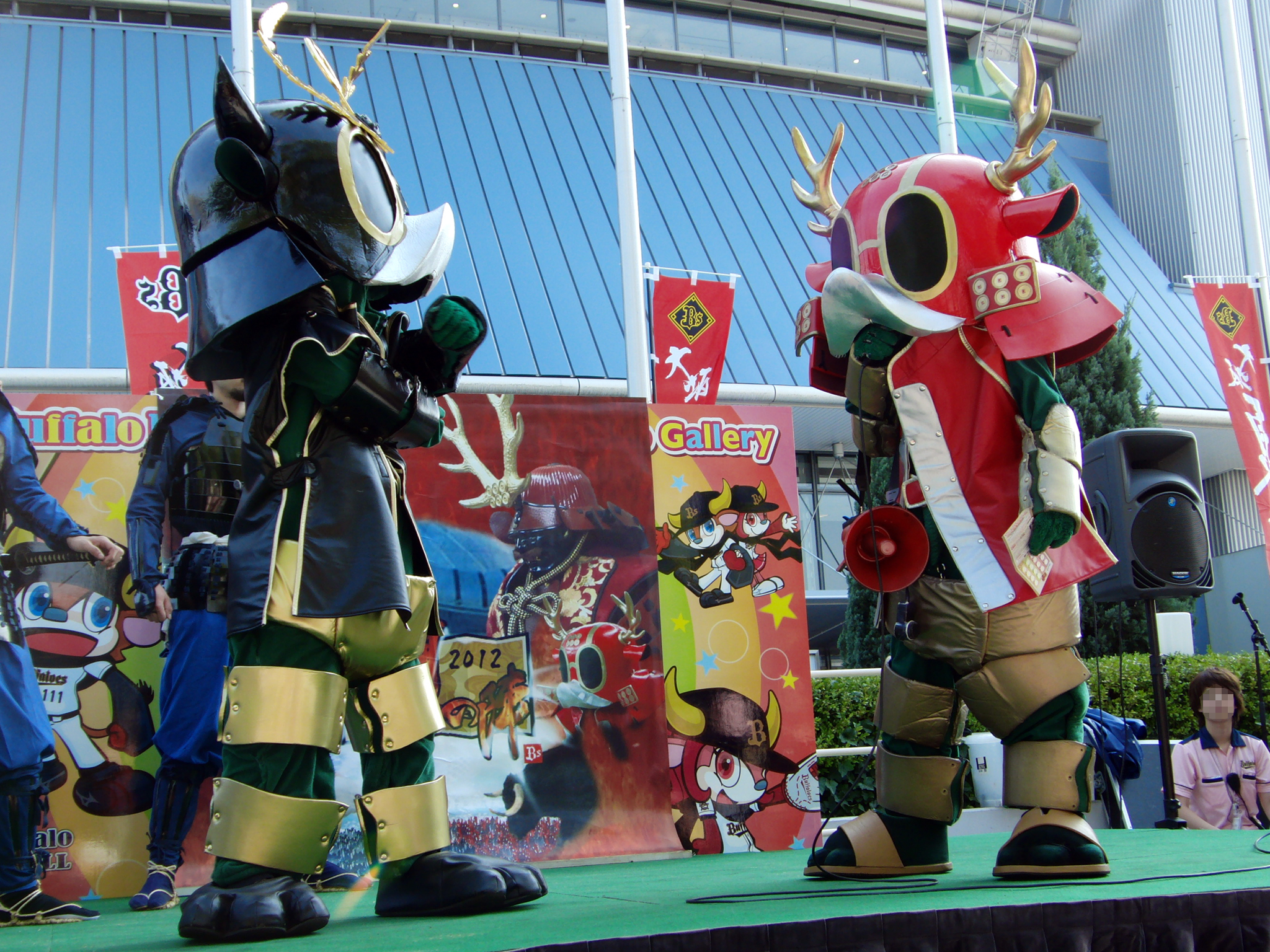
八、九、徳川家康（左）と一、二、真田幸村（右）（2012年6月29日）

2011年、新ブランド発表会において容姿がゴーヤに似て声も同じな八カセ（正式名称：3・4・5・6・7八カセ。八カセの八はカタカナのハではなく漢数字の八）と称するマスコットが登場。ゴーヤかと指摘すると「誰がゴーヤやねん!」と否定（ただし、特設サイトの動画では時折正体がゴーヤであることがばれるようなボロを出すシーンが見られたり、2012年5月12・13日のダンスパフォーマンスの後に、ハカセのマスクが取れゴーヤである事がバレてしまった事が、度々ある）。球場でゴーヤと共演することはない。 その後、2011年オープン戦から、ゴーヤと同じ役回りを八カセが担っている。なお、八カセは2010年11月28日開催のファンフェスタが初登場（ゴーヤも参加）だが、その際は映像のみの登場で現在の八カセと比べて容姿が人間で、声が異なっていることから現在の八カセとは別人と思われるが、なぜ変更されたかは不明である。八カセが登場してからのゴーヤは、八カセの特設サイトにおいて流れる動画に度々出演していることから存在が消されたわけではない。
公式サイトの「八カセ動画」においては、この八カセは20年に及ぶ球団の歴史をデータとして記録し、それを基に「時空を越えた新たな文化のプログラム」を制作するために球場の地下の資材庫にあった部品などから造られた自動解析マシンという設定になっており、また2011年からの新マスコットのバファローブルとバファローベルは、八カセが「時空を越えた新たな文化のプログラム」を制作するべく球団に頼まれてもいないのに勝手に開発した「時空を越えるロボット」という設定になっている。
「Bs大坂夏の陣」では「一、二、真田幸村」に扮した。本人は八カセでないと否定しているものの、プレスリリースに「八カセ扮する一、二、真田幸村」と書かれていた。マスクなどが
「Bs大坂夏の陣」に合わせて赤色になっている。また、2012年には「八、九、徳川家康」という東軍（ロッテ）側キャラが出現した。マスクなどが黒色になっている以外は八カセや「一、二、真田幸村」にそっくりだが、声が違っていた。
バイクに乗り回したり、激しく動き回ることから、中身は楽天にいた同じく非公認マスコットのMr.カラスコではないかと噂されているが、本人はカラスコのことを知らない様子である。
2011年のゴーヤは3月11日に発生した東日本大震災の被災地支援を行っていることになっており、以前に楽天ファンと清掃活動を行った七ヶ浜を訪れ、その変貌ぶりに唖然とする様子が動画で公開されている。また、復興支援ソングを制作しているとの発表もある。
2011年12月20日、八カセが大阪市環境局のイメージキャラクターに勝手に立候補。2012年より「大阪環境八カセ」（略称:「大阪八カセ」）に改名。服装も変わり背番号が追加され大阪の市外局番である「06」と背ネームに「OSAKA」が付くようになった。また、2012年よりゴーヤが「大阪が57試合なら神戸は58（ゴーヤ）!」をキャッチフレーズに「神戸ほっともっとブラザーズ」を結成。長男がゴーヤ、次男が北川博敏（兵庫県出身）、三男が梶本勇介（背番号58より）。
2014年以降オリックスのマスコットキャラクターとして登場しなくなったが、2015年JFL・FC大阪の試合に登場。「1・2・3・4ゴーヤブラジル」に改名して活動している。
2015年7月20日、スペル・デルフィンのプロデュースにより設立されたプロレスリング団体「海鮮プロレス」に発足から参加しているほか、自身の公式ウェブサイト内に海鮮プロレスの公式ページも設けている。リングネームは「1234海ゴーヤ」となっている。

## 特徴
マスコットでありながら言葉を話す。しかし沖縄出身なのにウチナーグチを使わず、なぜかコテコテの関西弁でしゃべりまくり、激しい毒舌を相手構わずぶちかます。それが人気を得ているが、当の本人は関西弁ではないと否定している。その他、自身がマスコットなのかどうかも分かっていない。
沖縄のゴーヤーがモデルなので体は緑色。表面はゴツゴツしている。手足はあるが、手にあたる部分は表面のゴツゴツが続いているものであり、足にあたる部分は本体から分かれた突起と言い張っている。
話す時はマイク(試合終了後や音響設備がない屋外などでは拡声器)を使うが、体の構造上、マイクを奥までくわえ込まないと声を拾わない。